# Trío Servando Díaz
El Trío Servando Díaz fue un grupo cubano integrado por Servando Díaz, como primera voz y segunda guitarra del grupo, Otilio Portal de primera guitarra y tercera voz , finalmente Cuso Mendoza, segunda voz y maraquero. El grupo nació en 1937, proyectándose en Cuba y Latinoamérica, lo que les brindó la oportunidad de presentarse en exclusivos escenarios de La Habana, y en numerosas emisoras de radio de aquella época. 

## Biografía
Dos años después de ser fundado el trío, la compañía discográfica internacional, RCA Víctor, los escritura en exclusividad, lo que resulta en infinidad de grabaciones en 78 rpm.
Tras una  gira artística por toda Cuba en 1941, aceptan un contrato para presentarse por la WKQ de Puerto Rico, realizando así su primer viaje al exterior, que marcaría el inicio de su etapa fuera de su tierra natal. En Puerto Rico, graban el bolero  de Consuelo Velázquez, Bésame Mucho. De regreso a su país el Trío Servando Díaz, es contratado por la  RHC-Cadena Azul, para actuar en sus programas estelares, conjuntamente con las más destacadas figuras extranjeras que visitaban Cuba.
En su segundo viaje a los Estados Unidos, la agrupación firma un contrato para actuar durante cuatro semanas en el cabaret neoyorquino "La Conga", extendiéndose el mismo a cinco meses de labor ininterrumpida. El trío se hizo pronto conocido ante el público de Nueva York, lo que les llevó firmar con las  emisoras NBC y CBS, actuando en cabarets y teatros en Washington, Filadelfia, Boston, Chicago, Baltimore o Newark. Uno de sus viajes coincidió con el homenaje póstumo que dedicó la CBS al compositor Moisés Simons a las pocas horas de su desaparición física.
- Datos: Q6153518